# Blasquinte
Blasquinte nennt man die beim Überblasen einer gedackten Pfeife erklingende Quinte über der Oktave des Grundtons (Duodezime bzw. 3. Teilton).
Nach Angaben des österreichischen Musikethnologen Erich von Hornbostel, auf den der Begriff zurückgeht, ist die Blasquinte mit 678 Cent fast um 1/8 Ton kleiner als die temperierte Quint mit 700 Cent oder die reine Quint mit 702 Cent.
Mit Hilfe seiner – nie ganz ausgereiften – Blasquintentheorie, die auch einen 23-stufigen Blasquintenzirkel beinhaltete, versuchte Hornbostel die Entstehung einiger außereuropäischer Tonsysteme wie Pélog oder Slendro zu erklären. Hornbostels Theorien, die unter anderem durch Messungen an Panflöten und Xylophonen bestätigt schienen, wurden jedoch z. B. von Manfred Bukofzer ab 1937 angefochten und widerlegt bzw. in ihrer Gültigkeit eingeschränkt.